# Палаццина Аппиани
Палаццина Аппиани (итал. Palazzina Appiani) — историческое здание (итал. рalazzina — отдельное служебное помещение, особенная постройка), расположенное в Милане, на севере Италии. Построено в качестве вестибюля арены — городского стадиона (Arena Civica) распоряжением Наполеона Бонапарта после оккупации севера Италии французскими войсками в 1796 году. Стадион был открыт в 1807 году. Первоначальная функция «палаццины» состояла в официальной галерее и помещении для гостей, которых члены семьи Наполеона могли бы принимать во время публичных мероприятий. Комплекс сооружений арены расположен в Парке Семпионе, самом большом парке города, в который также входят Замок Сфорца и Арка Мира.
В настоящее время в Палаццине размещается Экологический фонд Италии (Fondo Ambiente Italiano).
С 2009 года исторический памятник принадлежит муниципалитету Милана, открыт для публики с 2017 года. Стадион действует по настоящее время. Амфитеатр вмещает около 30 000 человек. В нём есть трасса длиной 400 метров, футбольное поле и поле для регби. С 2033 года арена носит имя известного итальянского спортивного журналиста и писателя Джованни Луиджи Брера.

## История
Палаццина Аппиани — одно из немногих сохранившихся зданий, свидетельствующих об амбициозных планах французского императора. Целью Наполеона было сделать Милан второй столицей империи, подобно Парижу. Проект Палаццины был включен в будущий «Форум Бонапарта» (Foro Buonaparte), который должен был стать новым политическим центром города. Градостроительный проект, изначально разработанный в 1801 году архитектором Джованни Антолини, охватывал обширное пространство со многими сооружениями. План предусматривал большое круглое открытое пространство диаметром 570 метров, разделённое двумя широкими проездами для экипажей и с судоходным каналом, соединённым с основной сетью каналов, которая проходила по внутренней границе города. Однако проект сочли слишком дорогим и от него отказались.
Проект Антолини был переработан архитектором Луиджи Каноникой, одним из главных представителей итальянского неоклассического движения. В 1797 году Каноника заменил Джузеппе Пьермарини, своего бывшего учителя, в роли национального архитектора Цизальпинской республики, учреждённой в том же году Наполеоном Бонапартом.
Луиджи Каноника решил сократить проект, включив в него только Замок Сфорца, поместив перед ним большую открытую площадь, которая своими изогнутыми линиями перекликается с амфитеатром Антолини. С противоположной стороны высится Арка Мира, спроектированная Луиджи Каньолой в 1806 году.
В 1802 году новым официальным художником Наполеона в Италии был назначен Андреа Аппиани. Чтобы отпраздновать День Республики 26 июня 1803 года, он спроектировал деревянный цирк, вдохновленный древнеримскими аренами. Аппиани пересмотрел проект стадиона, и Наполеон официально одобрил его в 1805 году. Новая арена представляла собой большое эллиптическое сооружение длиной 238 метров и шириной 116 метров способное вместить 30 000 человек. Успех последнего проекта послужил причиной того, что со временем здание «малого дворца» стали именовать «Палацциной Аппиани».

## Архитектура
Палаццина Аппиани считается одним из символов итальянского неоклассического стиля и является одним из немногих сохранившихся свидетельств строительной деятельности Наполеона в Италии. Фасад здания, обращённый к парку Семпионе, создан в неоклассическом стиле по проекту Джузеппе Пьермарини. Пять входных арок первого этажа, ассоциирующихся с арочной архитектурой Древнего Рима, соответствуют балкону второго этажа. Сторона, обращённая к арене, также напоминает императорский Рим с лоджией из восьми коринфских колонн из розового гранита и почётными трибунами. В здании есть широкая внутренняя лестница, ведущая в главный «Почётный салон» (Salone d’onore), или «Зал Аппиани» (Sala Appiani).
Потолок Почётного салона украшен росписями, созданными между 1807 и 1818 годами Анджело Монтичелли, которого считают учеником Аппиани. Монохромный фриз в стиле кьяроскуро работы Монтичелли вдохновлён произведением «Римские древности», написанным Дионисием Галикарнасским в I веке до н. э. при императоре Августе. Фриз, изображающий вотивное шествие римлян, обрамляет сводчатый плафон, оформленный растительным орнаментом. Фриз напоминает о последнем триумфе наполеоновской эпохи, который ассоциировался у современников с величием императорского Рима.

## Галерея

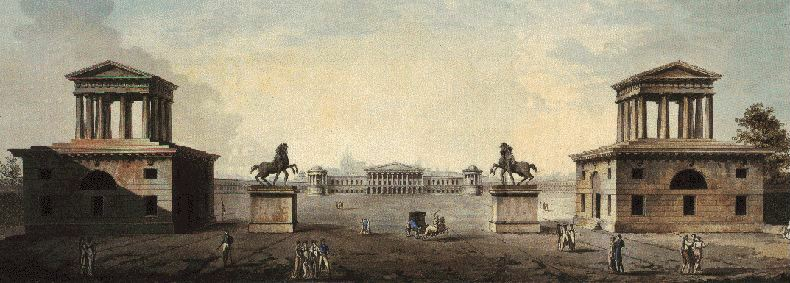
Дж. А. Антолини. Форум Бонапарта в Милане. Ок. 1801. Акварель
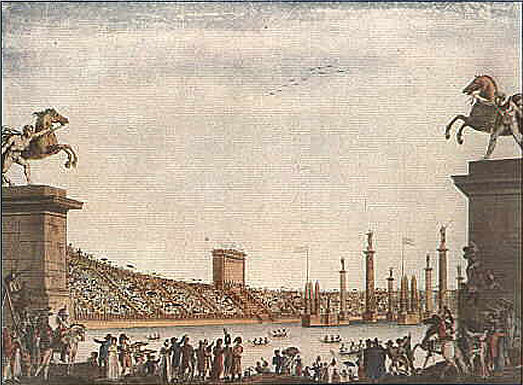
Представление навмахии (морского сражения) в правление Наполеона. 1807. Литография
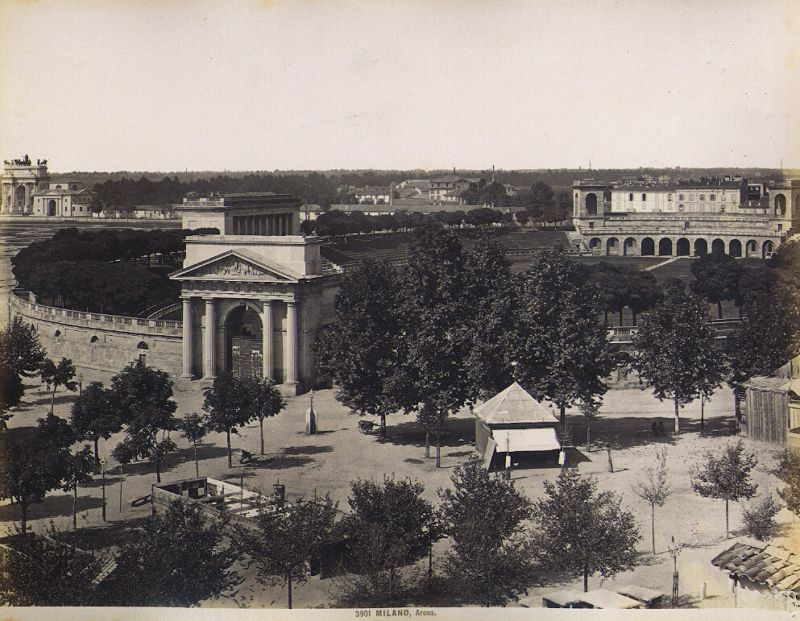
Городская арена (Arena Civica). Проект 1805 г. Фотография Дж. Броджи. Ок. 1880 г. Слева на дальнем плане Палаццина Аппиани, вдали слева Арка Мира
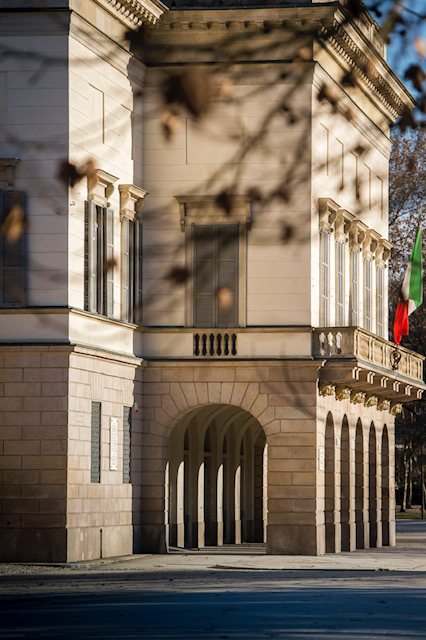
Главный вход
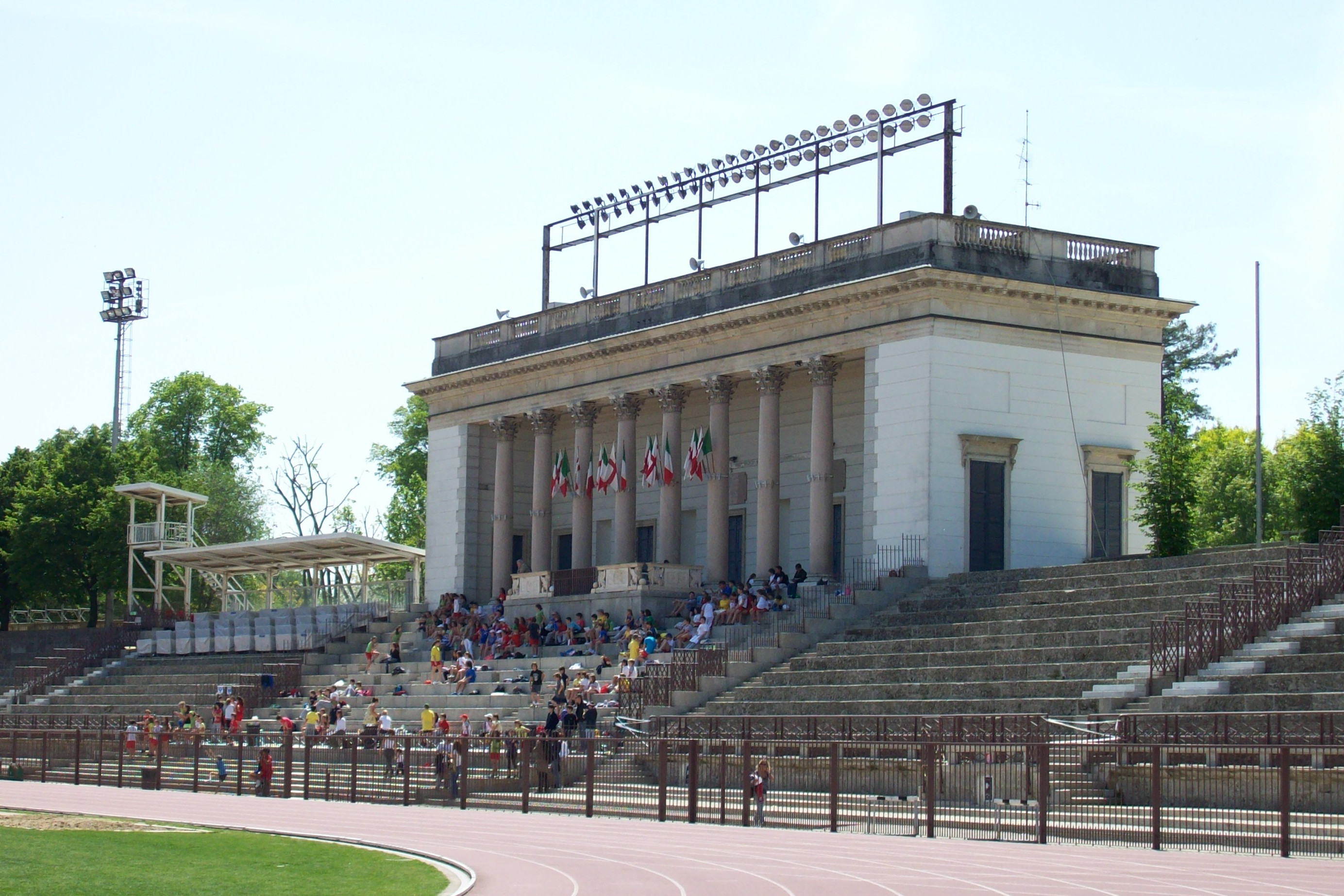
Фасад Палаццины со стороны арены
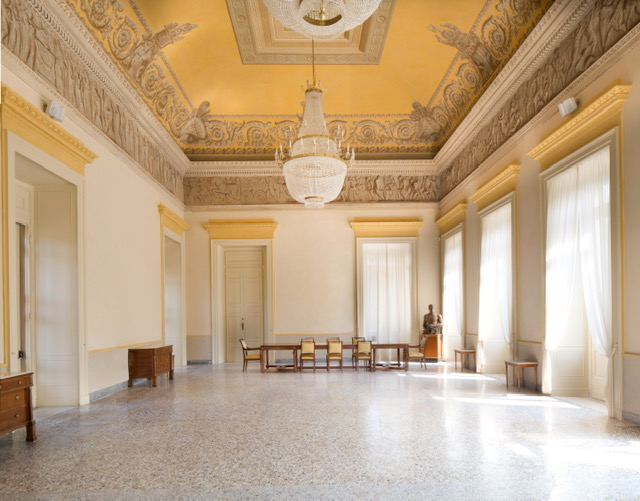
«Почётный салон», или «Зал Аппиани»